# Схема автоматизації
Схе́ма автоматиза́ції — основний технічний документ, схема, що визначає структуру (ієрархію) пунктів контролю та керування, функції систем контролю і керування об'єкта, що автоматизується, оснащення систем автоматизації технічними засобами: приладами та засобами автоматизації, щитами, пультами, обчислювальною технікою тощо

## Призначення
Схеми автоматизації розробляють на всіх стадіях проектування. Вони використовуються для обґрунтування основних проектних рішень при експертизі і затвердженні проекту (робочого проекту), для підготовки та виконання робіт з монтажу та налагодження систем автоматизації, навчання операторів-технологів роботі на автоматизованій установці.
Схеми автоматизації розробляються після вивчення технології виробництва (або технології інженерної системи), особливостей його функціювання, дій виробничого персоналу по запуску, зупинці технологічного процесу, підтримці необхідного режиму та роботи в аварійних ситуаціях, правил безпечної експлуатації та охорони праці конкретного виробництва (устаткування); завдання на автоматизацію об'єкта, досвіду експлуатації систем автоматизації на аналогічних діючих об'єктах.

## Види схем автоматизації

### Схема автоматизації структурна
Структурна схема призначена для відображення системи контролю та керування виробничими процесами даного об'єкта і встановлює зв'язки між щитами, пунктами керування, оперативними робочими постами основних груп технологічного обладнання і показує адміністративно-технічну суть централізованого управління об'єктом. При виконанні структурних схем масштабу не дотримуються.
В загальному випадку на структурних схемах автоматизації умовними графічними познаками показують:
- керуючі обчислювальні машини, всі оперативні і диспетчерські щити, пункти керування, які входять в структуру об'єкта, що проектується;
- диспетчерські і оперативні щити і пункти керування, які не входять до складу розроблюваного проекту автоматизації, але пов'язані з ним системами контролю і керування;
- цехи з розподілом на відділення, дільниці, агрегати або групи обладнання;
- лінії технологічних потоків;
- лінії оперативного зв'язку із зазначенням напрямку проходження інформації.

Оперативні і диспетчерські щити та пункти керування, які входять в структуру автоматизації об'єкта, що проектується, зображують на схемі у вигляді прямокутників, усередині яких розміщують такі надписи: найменування щита або пункту, вид оперативного зв'язку, найменування основного чергового персоналу (наприклад, оператор, апаратник і т. д.), перелік основних задач.
Диспетчерські і оперативні щити та пункти керування, які не входять до структури даного проекту, зображуються на схемі кружками, в які вписують їх найменування і найменування чергового персоналу.
Для наочності креслення контурні лінії умовних зображень цехів (або других виробничих підрозділів), щитів, пультів і пунктів контролю та керування, лінії функціональних зв'язків між ними виконуються товстішими лініями (0,5 мм), ніж лінії умовного поділу всередині умовних зображень (0,2 мм). При наявності ліній технологічних потоків останні виконуються лініями товщиною не менше 1 мм.
Види оперативного зв'язку позначаються буквами, наприклад: ДАК — дистанційне автоматизоване керування; К — контроль; С — сигналізація; ТК — телекерування і т. д., які наносяться над лініями зв'язку.

### Блок-схема

Укрупнена функціональна схема (блок-схема) САР

Блок-схема САР, складається з функціональних блоків, які являють собою конструктивно відособлені частини (елементи або пристрої) автоматичних систем, які виконують певні функції. Функціональні блоки на схемі позначають прямокутниками, всередині яких надписують їх найменування відповідно до функцій, що виконуються. Зв'язки між функціональними блоками (внутрішні впливи) позначаються лініями зі стрілками, які вказують напрям впливів.

### Схема автоматизації функціональна

Порядок формування умовної графічної познаки пристроїв та засобів автоматизації за ГОСТ 21.404-85

Функціональна схема автоматизації є основним проектним документом, який визначає структуру і рівень автоматизації технологічного процесу об'єкта. На функціональній схемі за допомогою умовних графічних позначень вказують технологічне обладнання, комунікації, органи керування, прилади і засоби автоматизації та ін. із зазначенням зв'язків між ними, таблиці умовних позначень і необхідних пояснень.
Функціональна схема автоматизації графічно поділяється на дві зони. У верхній частині креслення зображується технологічна схема, а в нижній креслять умовні графічні позначення, які умовно зображують: встановлення місцевих приладів, щитів, пультів, пунктів контролю та керування, керуючих машини тощо Графічні умовні зображення приладів і засобів автоматизації, їх розміри і літерні позначення повинні відповідати ГОСТ 21.404-85.
Пристрої і засоби автоматизації показують на функціональних схемах розгорнутим способом, згідно з яким кожний прилад чи блок, який входить в єдиний комплект, показують окремими умовними графічними зображеннями. У верхній частині зображення (кола, овалу) наносять позначення вимірюваної величини та функції, яка виконується приладом в порядку їх розміщення зліва направо. В нижній частині вказують позиційне позначення комплекту вимірювання або його окремих елементів.

### Принципова схема автоматизації
Принципова схема автоматизації (зазвичай, електрична) визначає повний склад складових частин виробу і зв'язків між ними, і дає детальне уявлення про принцип його роботи.
За способом виконання (ГОСТ 2.702-75) розрізняють сумісні принципові схеми і рознесені.
На сумісних схемах прилади і апарати зображують в складеному вигляді, тобто всі зображення елементів, які входять в комплект приладу (напівпровідникові елементи, конденсатори, електромагніти, контакти та ін.), розміщують всередині умовного графічного зображення приладу. За допомогою сумісних принципових схем зображують принцип дії складних систем автоматизації.
В принциповій схемі, виконаній рознесеним способом, кожний прилад чи апарат зображується розділеним на складові частини, які з'єднують лініями зв'язку. Електричні кола слід розміщувати відповідно до послідовності роботи окремих елементів в часі.
Елементи на схемі зображують згідно з міждержавним стандартом ГОСТ 2.747-68.
Кожен елемент, зображений на схемі, повинен мати літерно-цифрову позиційну познаку. Перелік елементів розташовують над основним написом схеми (не ближче 12 мм) або оформляють окремим документом.

## Позначення схем автоматизації
Позначення схемам присвоюється за ГОСТ 2.701-2008.